# Josiah Trimmingham
Josiah Trimmingham (sinh ngày 14 tháng 12 năm 1996) là một cầu thủ bóng đá người Trinidad và Tobago thi đấu cho Câu lạc bộ Sando, ở vị trí tiền vệ.

## Sự nghiệp
Anh từng thi đấu bóng đá cho San Juan Jabloteh và Câu lạc bộ Sando.
Anh ra mắt quốc tế cho Trinidad và Tobago năm 2017.